# Jim Risch
James Elroy "Jim" Risch (født 3. maj 1943 i Milwaukee) er en amerikansk republikansk politiker. Han er medlem af USA's senat valgt i Idaho siden 2009. Han var den 31. guvernør i delstaten Idaho i perioden 2006 til 2007.